# 포스 (스타워즈)
포스(The Force)는 미국 영화 《스타 워즈 시리즈》에 등장하는 가공의 에너지 범위이며 스타워즈 세계관의 우주 에너지 분야이다. 각각의 스타워즈 영화마다 등장하는 대사인 포스가 그대와 함께 하길 (May the Force be with you)은 대중문화의 한 대목이자 시리즈의 상징이 되었다.

## 상세
특별한 능력자들이 가지며 능력은 염력, 속도, 미래 예지, 비행, 감지, 심지어 포스 라이트닝 등 모든 것 가능하다. 사용하는 한계가 있으나 사용자의 개인 능력 정도이다. 또한 평화적인 감정을 나타내는 라이트사이드 포스와 평화적이지 않고 나쁜 감정을 나타내는 다크사이드 포스가 존재한다. 포스는 모든 생명체가 가지고 있으며 라이트사이드 대표적인 세력은 제다이이며 다크사이드초스의 대표적 세력은 시스이다. 카일로 렌이나 다스 베이더같은 경우는 처음에는 라이트사이트였으나 다크사이드의 유혹에 빠지며 다크사이드 기사가 되었다.

## 같이 보기
- 스타워즈 과학/개념 목록
- 미디클로리언